# Relaciones Estados Unidos-Italia

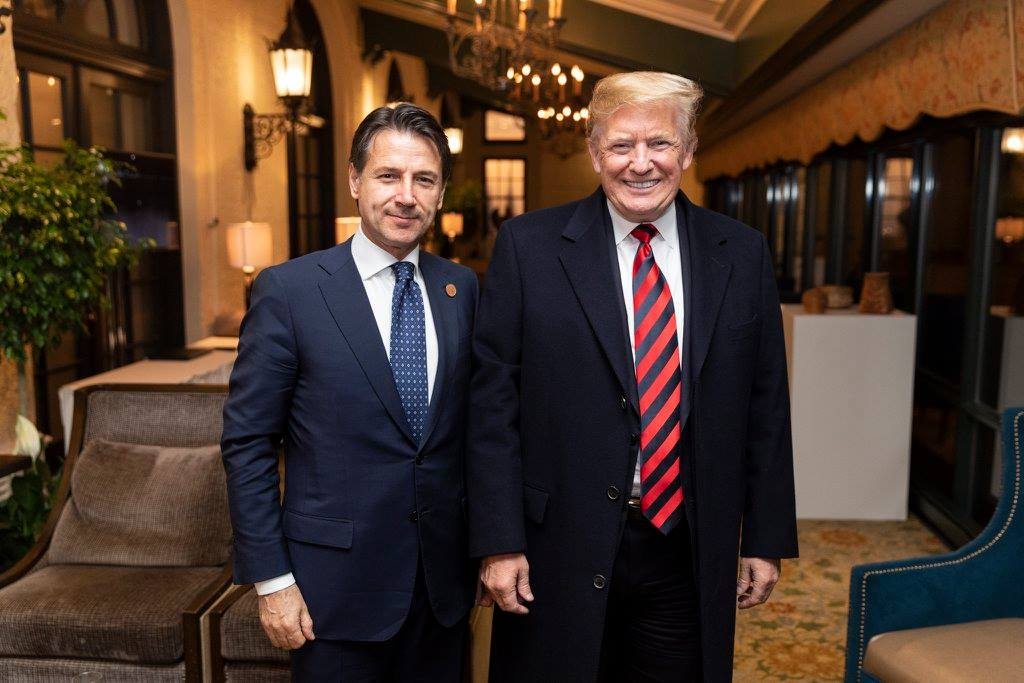
El primer ministro italiano Giuseppe Conte (izquierda) y el presidente de los Estados Unidos Donald Trump (derecha) se reúnen en La Malbaie, Canadá junio de 2018.

Las relaciones Estados Unidos-Italia son las relaciones diplomáticas entre Italia y Estados Unidos.
Estados Unidos tiene relaciones cálidas y amistosas con Italia. Los Estados Unidos han tenido representación diplomática en la nación de Italia y su nación predecesora, el Reino de Cerdeña, desde 1840. Sin embargo, en 1891 el gobierno italiano cortó las relaciones diplomáticas y contempló brevemente la guerra contra los Estados Unidos como respuesta al caso no resuelto del linchamiento de once italianos en Nueva Orleans, Louisiana , y hubo una ruptura en las relaciones de 1941 a 1943, mientras que Italia y los Estados Unidos estaban en guerra.
Después de la Segunda Guerra Mundial, Italia se convirtió en un socio transatlántico fuerte y activo que, junto con los Estados Unidos, ha tratado de fomentar los ideales democráticos y la cooperación internacional en áreas de conflictos y conflictos civiles. Con este fin, el gobierno italiano ha cooperado con los Estados Unidos en la formulación de políticas de defensa, seguridad y mantenimiento de la paz.
Según los acuerdos bilaterales de larga data que se derivan de la membresía de OTAN, Italia alberga importantes fuerzas militares de los Estados Unidos en Vicenza y Livorno (ejército); Aviano (fuerza aérea); y Sigonella, Gaeta y Nápoles - puerto base para la Sexta Flota de la Marina de los Estados Unidos. Los Estados Unidos tienen aproximadamente 11.500 efectivos militares estacionadas en Italia. Italia alberga el Colegio de Defensa de la OTAN en Roma.
Italia es un socio líder en los esfuerzos de contraterrorismo, siendo un miembro fundador tanto de la Unión Europea como de la OTAN, y los EE. UU. e Italia cooperan en las Naciones Unidas, en varias organizaciones regionales, y bilateralmente por la paz, la prosperidad y la seguridad.
Además de los estrechos lazos gubernamentales, económicos y culturales, según las encuestas de opinión globales de Pew Research, Italia es una de las naciones más pro-americanas del mundo, con un 70% de italianos viendo a los Estados Unidos favorablemente en 2002, aumentando a un 78% en Estados Unidos. 2014. De acuerdo con el Informe de liderazgo global de EE. UU. De 2012, el 51% de italianos aprobó el liderazgo de EE. UU. Bajo la Administración de Obama, con un 16% de desaprobación y un 33% de incertidumbre.

## Comparación de países
|                       | República Italiana                                                                               | Estados Unidos de América |
| --------------------- | ------------------------------------------------------------------------------------------------ | --- |
| Escudo                |                                                                                                  | |
| Bandera               | Bandera de Italia                                                                                | Bandera de Estados Unidos |
| Población             | 60.579.711                                                                                       | 309.349.689 |
| Área                  | 301.338 km²                                                                                      | 9.826.630 km² |
| Densidad de población | 200 h/km²                                                                                        | 31 h/km² |
| Capital               | Roma                                                                                             | Washington D. C. |
| Mayor ciudad          | Roma – 2.743.796 (4.300.000 metro)                                                               | Nueva York – 8.363.710 (19.006.798 metro) |
| Gobierno              | República parlamentaria                                                                          | República presidencial federal constitucional |
| Primer Líder          | Rey Victor Emmanuel II de Italia Primer Ministro Camillo Benso                                   | Presidente George Washington Vicepresidente John Adams |
| Líder actual          | Presidente Sergio Mattarella Primer Ministro Mario Draghi                                        | Presidente Joe Biden Vicepresidente Kamala Harris |
| Lenguas oficiales     | Italiano                                                                                         | Ninguna (inglés es la lengua nacional de facto) |
| Creación              | 17 de marzo de 1861 - Unificación italiana 2 de junio de 1946 - Establecimiento de la República. | 4 de julio de 1776 - Declaración de Independencia de los Estados Unidos 3 de septiembre de 1783 - reconocimiento 21 de junio de 1788 - ratificación de la Constitución. |
| Religión principal    | 92% Cristianismo - 88% Catolicismo - 12% Otros cristianos 6% Irreligión 2% Islam                 | 70,6% Cristianismo - 51,3% Protestantes - 23,9% Católicos 22,8% no religiosos 1,9% judíos 0,9% Islam 0,7% Budismo 0,7% Hinduismo 2,4% otras religiones                  |
| Ethnic groups         | 93,5% italianos 1,5% rumanos 1% noraficanos 4% otros                                             | 77,1% blancos 13,3% negros 5,6% asiáticos 2,6% otros/multiracial 1,2% nativos americanos 0,2% polinesios.                                                               |
| Inmigración           | 50.000 estadounidenses viviendo en Italia                                                        | 17.222.412 descendientes de italianos viviendo en Estados Unidos. |
| PIB                   | 1,850 billones $ ($30.507 per cápita)                                                            | 18,558 billones $ ($57.220 per cápita) |

Líderes de Italia y Estados Unidos desde 1994

## Pre Segunda Guerra Mundial
Después de las muertes de 11 italianos durante un linchamiento masivo en 1891, las relaciones entre las naciones fueron tensas. El gobierno italiano exigió que la mafia de linchamientos fuera llevada ante la justicia y que se pagaran reparaciones a las familias de los muertos. Cuando los Estados Unidos se negaron a procesar a los líderes de la mafia, Italia retiró a su embajador de Washington en protesta. Los Estados Unidos siguieron su ejemplo, recordando su legación de Roma. Las relaciones diplomáticas se mantuvieron en un callejón sin salida durante más de un año. Cuando el presidente Benjamin Harrison acordó pagar una indemnización de $ 25,000 a las familias de las víctimas, el Congreso intentó intervenir sin éxito, acusándolo de "usurpación ejecutiva inconstitucional de los poderes del Congreso".

## El ascenso del fascismo y la Segunda Guerra Mundial
Desde el ascenso de Mussolini al poder, Estados Unidos lo aplaudió por sus primeros logros, incluida la ayuda en las relaciones entre los dos países. Las relaciones se deterioraron después de que Italia invadió Etiopía. Esto fue sobre la época en que Estados Unidos comenzó a practicar el aislacionismo.
Desde 1941 hasta 1943, toda Italia estuvo en guerra con los Estados Unidos, aunque Estados Unidos nunca vio a Italia como un enemigo, sino a su líder Benito Mussolini. Desde 1943 hasta el final de la guerra, la única parte de Italia en guerra con los Estados Unidos fue el estado títere alemán República Social Italiana. Partisanos italianos y Victor Emmanuel III y sus leales desde 1943 y en adelante ayudaron a los Estados Unidos y otros aliados durante la Campaña italiana de Segunda Guerra Mundial. Cuando terminó la guerra, los Estados Unidos ocuparon Italia hasta su plebiscito sobre la forma institucional del Estado. Los Estados Unidos ayudaron con la transición de una monarquía a una república en 1946. Desde entonces, Italia se ha convertido en un aliado de los Estados Unidos y un amortiguador contra la propagación del comunismo en Europa.

## 1946–1989

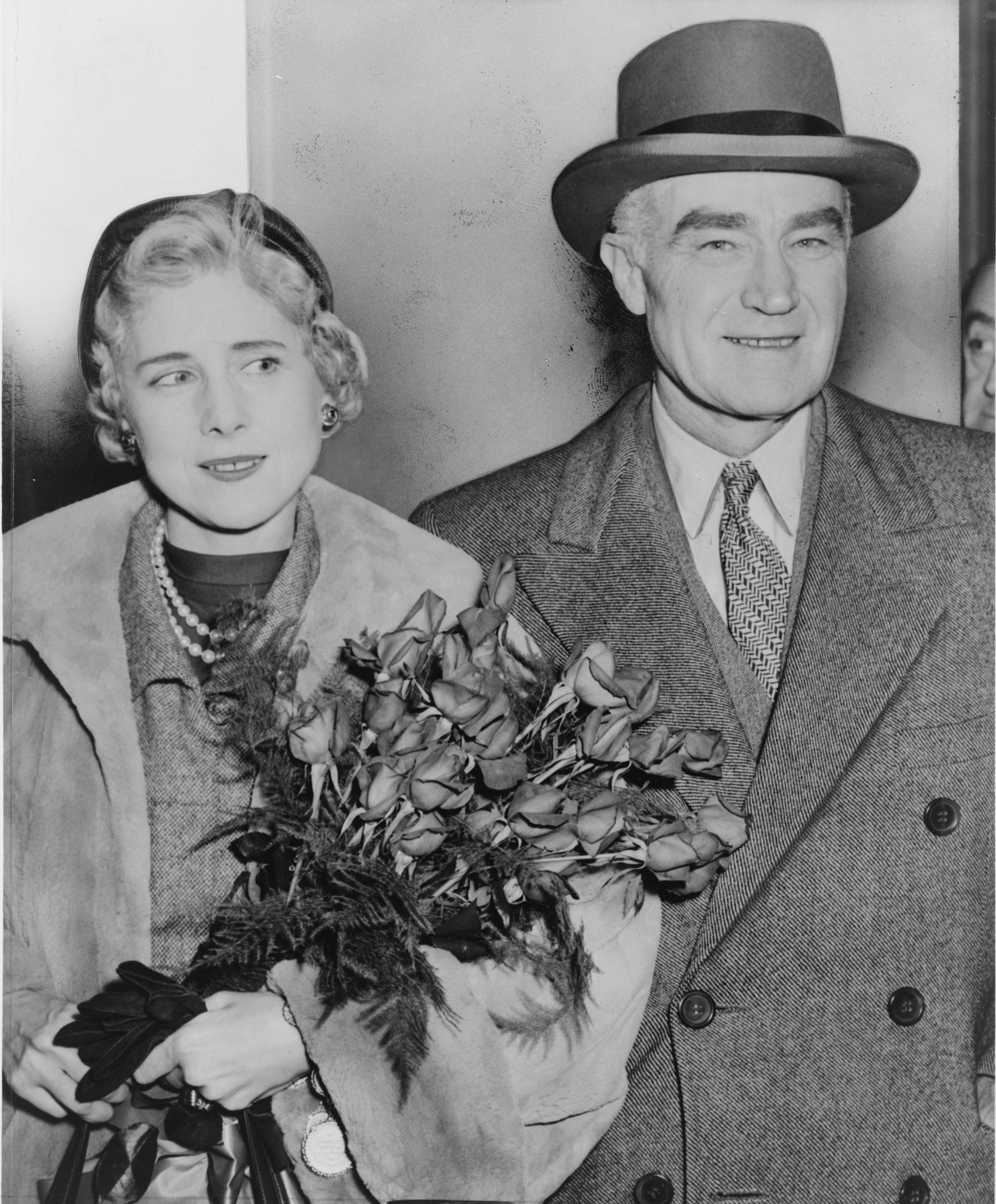
Clare Boothe Luce, Embajadora de los Estados Unidos en Italia, con su esposo Henry Luce (1954)

Desde 1946 hasta 1953, Italia se convirtió en República (1946), firmó un Tratado de Paz con los Aliados (1947), miembro de la Organización del Tratado del Atlántico Norte (OTAN) en 1949 y aliada de los Estados Unidos, que ayudó a reactivar la economía italiana a través del Plan Marshall. En los mismos años, Italia también se convirtió en miembro de la Comunidad Europea del Carbón y del Acero (CECA), que finalmente se transformó en Unión Europea (UE).
El primer ministro demócrata cristiano Alcide De Gasperi (1945–1953) recibió un apoyo considerable en los Estados Unidos, donde se lo vio como el hombre que podía oponerse a la creciente ola del comunismo, en particular el PCI, que era el partido comunista más grande En una democracia de Europa occidental. En enero de 1947 visitó los Estados Unidos. Los principales objetivos del viaje fueron suavizar los términos del tratado de paz pendiente con Italia y obtener asistencia económica inmediata. Su gira de diez días, diseñada por el magnate de los medios Henry Luce - el dueño de Time Magazine - y su esposa Clare Boothe Luce el futuro embajador en Roma, fue visto como un "triunfo de los medios". ", provocando comentarios positivos de una amplia sección de la prensa estadounidense.
Durante sus reuniones en los EE. UU., Logró obtener un préstamo Eximbank financieramente modesto pero políticamente significativo por 100 millones de $ estadounidenses a Italia. Según De Gasperi, la opinión pública consideraría el préstamo como un voto de confianza en el gobierno italiano y fortalecería su posición frente al Partido Comunista en el contexto de la Guerra Fría emergente. Los resultados positivos fortalecieron la reputación de De Gasperi en Italia. También volvió con información útil sobre el incipiente cambio en la política exterior estadounidense que llevaría a la Guerra Fría y en Italia la ruptura con los comunistas y los socialistas de izquierda y su expulsión del gobierno en la crisis de mayo de 1947.

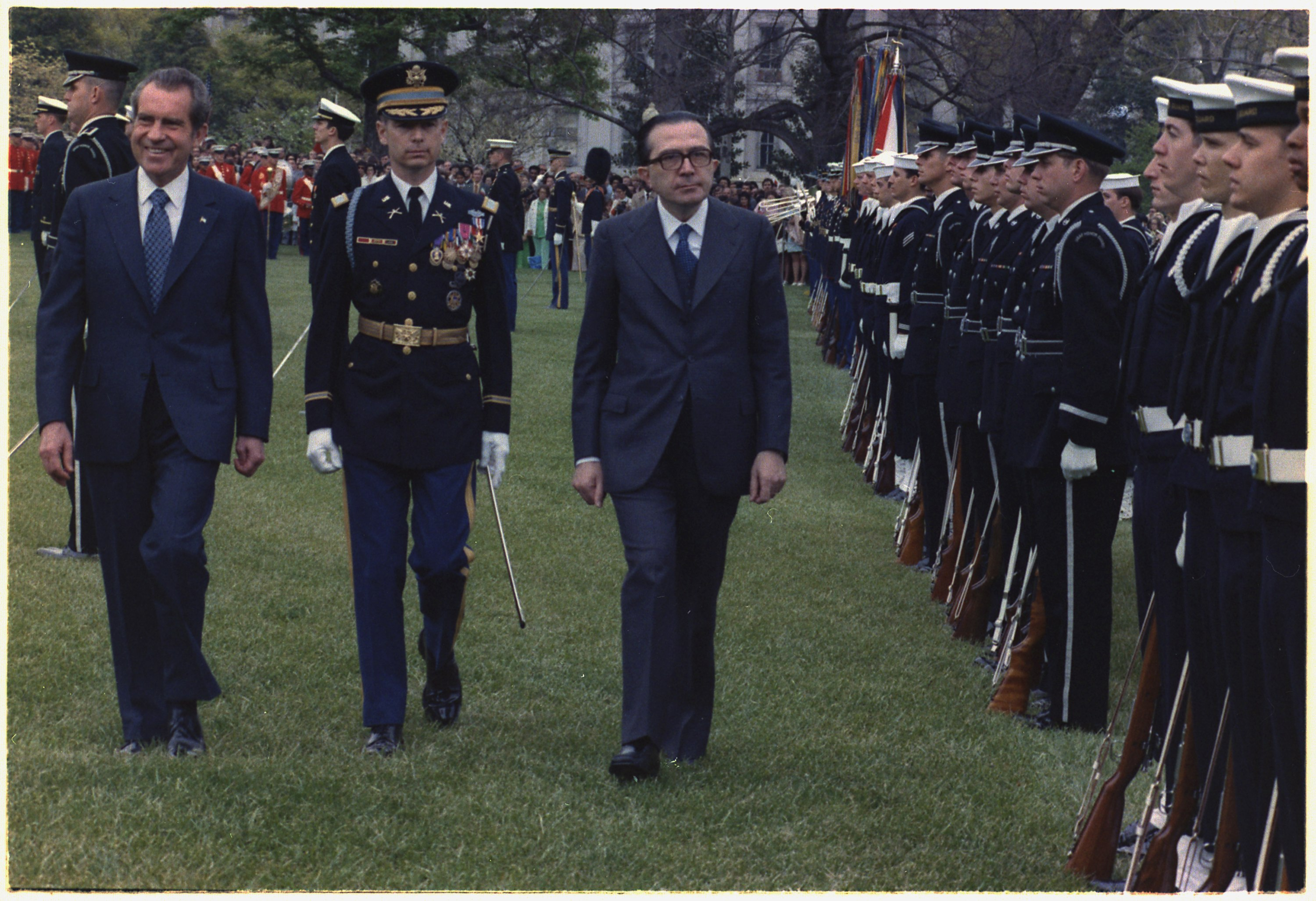
Primer Ministro Giulio Andreotti con el presidente Richard Nixon en 1973

Italia enfrentó inestabilidad política en la década de 1970, que terminó en la década de 1980. Conocido como los Años del Plomo, este período se caracterizó por conflictos sociales generalizados y actos terroristas llevados a cabo por movimientos extraparlamentarios. El asesinato del líder de la  Democracia Cristiana (DC), Aldo Moro, llevó al final de un "compromiso histórico" entre el DC y el  Partido Comunista (PCI). En la década de 1980, por primera vez, dos gobiernos fueron administrados por un republicano (Giovanni Spadolini) y un socialista (Bettino Craxi) en lugar de por un miembro de DC.
Muchos aspectos de los años del plomo aún están envueltos en el misterio y el debate sobre ellos continúa. Hubo muchos, especialmente en la izquierda, que hablaron de la existencia en esos años de una estrategia de tensión (strategia della tensione). Según esta teoría, ocultismo y Fuerzas extranjeras se involucraron en la creación de una "estrategia de tensión". Las organizaciones identificadas incluyeron: Gladio, una estructura secreta anticomunista de la OTAN; la P2, descubierta en 1981 luego del arresto de su líder Licio Gelli; organizaciones fascistas de "terrorismo negro" como Ordine Nuovo o Avanguardia Nazionale; Servicio secreto italiano; y los Estados Unidos de América. Esta teoría reapareció en la década de 1990, luego del reconocimiento del Primer Ministro Giulio Andreotti de la existencia de Gladio ante la Asamblea Parlamentaria el 24 de octubre de 1990. Las investigaciones jurídicas sobre el bombardeo de la Piazza Fontana y la masacre de Bolonia y varios informes parlamentarios apuntaban hacia una estrategia de tensión tan deliberada. El fiscal de Milán Guido Salvini acusó a un oficial de la Marina de los Estados Unidos, David Carrett, por su papel en el atentado de Piazza Fontana. También sorprendió a Carlo Rocchi, un agente de la CIA en Italia, en 1995, mientras buscaba información sobre el caso a mediados de los años noventa. En el año 2000, un informe de la Comisión Parlamentaria del entonces gobierno de centroizquierda concluyó que la estrategia de tensión había sido apoyada por los Estados Unidos para "detener" al PCI y, en cierta medida, también al PSI, a alcanzar el poder ejecutivo en el país".
Con el final de los Años de liderazgo (1969-1989), el Partido Comunista italiano aumentó gradualmente sus votos bajo el liderazgo de Enrico Berlinguer. El Partido Socialista (PSI), socio de Demócratas Cristianos y dirigido por el Primer Ministro Bettino Craxi, se volvió más y más crítico de los comunistas y de la Unión Soviética; El mismo Craxi se inclinó a favor del posicionamiento de misiles Pershing II del presidente de los Estados Unidos Ronald Reagan en Italia, un movimiento que los comunistas disputaron. Después de la caída del Muro de Berlín, Italia enfrentó importantes desafíos, ya que los votantes, desencantados con la parálisis política del pasado, la deuda gubernamental masiva y un extenso sistema de corrupción (colectivamente llamado Tangentopoli después de haber sido descubierto por la investigación Manos limpias, exigió reformas políticas, económicas y éticas. Los escándalos involucraron a todos los partidos principales, pero especialmente a los de la coalición de gobierno: entre 1992 y 1994 los Demócratas Cristianos sufrieron una grave crisis y se disolvieron, dividiéndose en varias partes, mientras que también los  Socialistas y los otros partidos menores gobernantes también se disolvieron. Los comunistas se reorganizaron como una fuerza socialdemócrata.

## Post 1989

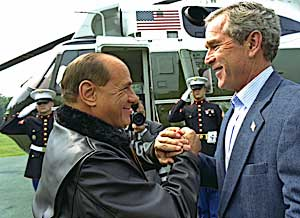
El primer ministro Silvio Berlusconi y el presidente George W. Bush en 2002.

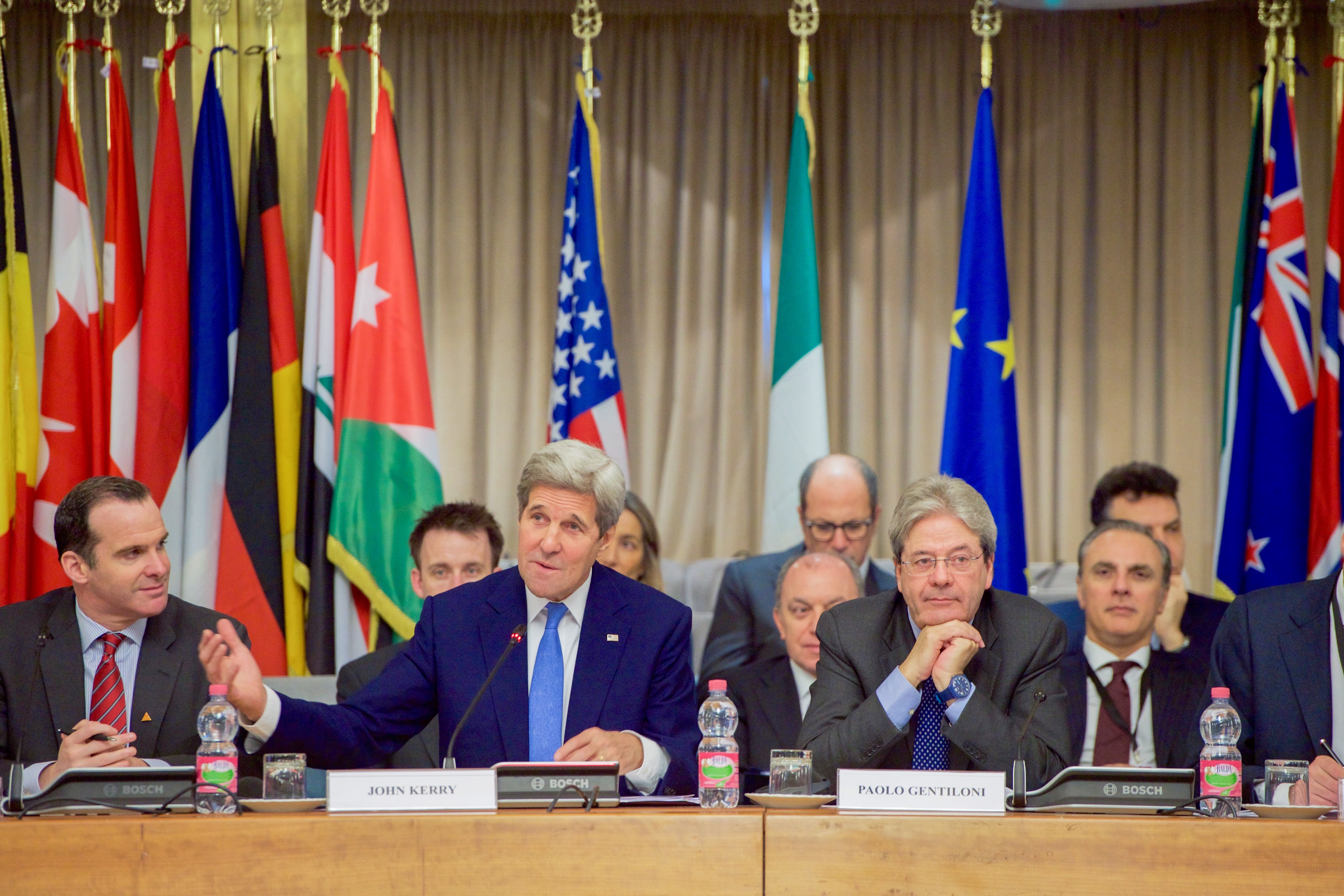
Secretario de Estado de EE. UU. John Kerry y Ministro de Relaciones Exteriores de Italia Paolo Gentiloni, febrero de 2016.

Durante los años 90 y 2000, Estados Unidos e Italia siempre han cooperado como socios OTAN en temas como Guerra del Golfo, Líbano, el proceso de paz en Oriente Medio, conversaciones multilaterales, Somalia y Mozambique mantenimiento de la paz, tráfico de drogas,  trata de mujeres y niños, y terrorismo. Bajo los acuerdos bilaterales de larga data que se derivan de la membresía de la OTAN, Italia alberga importantes fuerzas militares de los Estados Unidos en Vicenza y Livorno (ejército); Aviano (fuerza aérea); y Sigonella, Gaeta, y Nápoles - puerto base para la Sexta Flota de los Estados Unidos. Los Estados Unidos tienen alrededor de 13,000 efectivos militares estacionados en Italia. Italia alberga el Colegio de Defensa de la OTAN en Roma. Italia sigue siendo un socio transatlántico fuerte y activo que, junto con los Estados Unidos, ha procurado fomentar los ideales democráticos y la cooperación internacional en áreas de conflicto y conflicto civil.
Durante la década de 2000, Berlusconi y sus gabinetes han tenido una fuerte tendencia a apoyar la política exterior estadounidense. a pesar de la división de políticas entre los EE. UU. y muchos miembros fundadores de la Unión Europea (Alemania, Francia, Bélgica) durante la Presidencia de George W. Bush. Bajo su dirección, el gobierno italiano también cambió su posición tradicional sobre la política exterior de ser el gobierno occidental más proárabe hacia una mayor amistad con Israel y Turquía. Italia, con Berlusconi en el cargo, se convirtió en un sólido aliado de los Estados Unidos debido a su apoyo en la  Guerra en Afganistán y la Guerra de Irak después de la Invasión de Irak de 2003 en la Guerra contra el terrorismo. Silvio Berlusconi, en sus reuniones con el Secretario General de las Naciones Unidas Kofi Annan y el presidente de los Estados Unidos George W. Bush, dijo que impulsó "un cambio claro en la situación iraquí" y para una rápida entrega de la soberanía al gobierno elegido por el pueblo iraquí.[cita requerida] Italia tenía unos 3.200 soldados desplegados en el sur de Irak, el tercer contingente más grande allí, después de las fuerzas estadounidenses y británicas. Las tropas italianas se retiraron gradualmente de Irak en la segunda mitad de 2006 y los últimos soldados abandonaron el país en diciembre del mismo año.
Durante su segundo gobierno de centro-izquierda de 2006 a 2008, el Primer Ministro Romano Prodi expuso algo de su nuevo política exterior cuando se comprometió a retirar las tropas italianas de Irak y llamó a la Guerra de Irak un "grave error que no se resolvió pero aumentó el problema de seguridad".

## Otras lecturas
- Brogi, Alessandro. "Ike and Italy: The Eisenhower Administration and Italy's 'Neo-Atlanticist' Agenda." Journal of Cold War Studies 4.3 (2002): 5-35.
- Brogi, Alessandro. "Ambassador Clare Boothe Luce and the evolution of psychological warfare in Italy." Cold War History 12.2 (2012): 269-294.
- Brogi, Alessandro. A question of self-esteem: the United States and the Cold War choices in France and Italy, 1944-1958 (Greenwood, 2002)
- Cosco, Joseph P. Imagining Italians: The Clash of Romance and Race in American Perceptions, 1880-1910 (SUNY Press, 2012)
- Hughes, Henry Stuart. The United States and Italy (Harvard University Press, 1965)
- Miller, James Edward. The United States and Italy, 1940-1950: the politics and diplomacy of stabilization (University of North Carolina Press, 1986) Online
- Mistry, Kaeten. "The case for political warfare: Strategy, organization and US involvement in the 1948 Italian election." Cold War History 6.3 (2006): 301-329.
- Mistry, Kaeten. "Re-thinking American intervention in the 1948 Italian election: beyond a success–failure dichotomy." Modern Italy 16.2 (2011): 179-194.
- Rabel, Roberto Giorgio. Between East and West: Trieste, the United States, and the Cold War, 1941-1954 (Duke University Press, 1988)
- Wollemborg, Leo J. Stars, Stripes, and Italian Tricolor: The United States and Italy, 1946-1989 (1990)